# Paeon elongatus
Paeon elongatus är en kräftdjursart som beskrevs av C. B. Wilson 1932. Paeon elongatus ingår i släktet Paeon och familjen Sphyriidae. Inga underarter finns listade i Catalogue of Life.